# Dconstructed
Dconstructed är ett remixalbum producerat av Walt Disney Records och släpptes ut 22 april 2014. Albumet består av remixar av musik från Walt Disneys filmer och TV-serier.